# Danmark vid världsmästerskapen i simsport 2022
Danmark tävlade vid världsmästerskapen i simsport 2022 i Budapest i Ungern mellan den 17 juni och 3 juli 2022. Danmark hade en trupp på fem idrottare.

## Simning
Herrar
| Idrottare        | Gren            | Heat  | Heat      | Semifinal        | Semifinal        | Final            | Final            |
| Idrottare        | Gren            | Tid   | Placering | Tid              | Placering        | Tid              | Placering        |
| ---------------- | --------------- | ----- | --------- | ---------------- | ---------------- | ---------------- | ---------------- |
| Rasmus Nickelsen | 50 m fjärilsim  | 23,54 | 18        | Gick inte vidare | Gick inte vidare | Gick inte vidare | Gick inte vidare |
| Rasmus Nickelsen | 100 m fjärilsim | 52,54 | 21        | Gick inte vidare | Gick inte vidare | Gick inte vidare | Gick inte vidare |

Damer
| Idrottare             | Gren            | Heat    | Heat      | Semifinal        | Semifinal        | Final            | Final            |
| Idrottare             | Gren            | Tid     | Placering | Tid              | Placering        | Tid              | Placering        |
| --------------------- | --------------- | ------- | --------- | ---------------- | ---------------- | ---------------- | ---------------- |
| Helena Rosendahl Bach | 400 m frisim    | 4.13,36 | 21        | —                | —                | Gick inte vidare | Gick inte vidare |
| Helena Rosendahl Bach | 200 m fjärilsim | 2.09,24 | =7 Q      | 2.07,82          | 7 Q              | 2.08,12          | =7               |
| Emilie Beckmann       | 50 m fjärilsim  | 26,69   | 21        | Gick inte vidare | Gick inte vidare | Gick inte vidare | Gick inte vidare |
| Signe Bro             | 100 m frisim    | 54,61   | 17        | Gick inte vidare | Gick inte vidare | Gick inte vidare | Gick inte vidare |
| Julie Kepp Jensen     | 50 m frisim     | 25,04   | =9 Q      | 24,86            | 8 Q              | 24,96            | 8                |
| Julie Kepp Jensen     | 50 m ryggsim    | 28,50   | 18        | Gick inte vidare | Gick inte vidare | Gick inte vidare | Gick inte vidare |
| Julie Kepp Jensen     | 50 m fjärilsim  | 26,45   | 14 Q      | 26,32            | =14              | Gick inte vidare | Gick inte vidare |